# Dimetindén

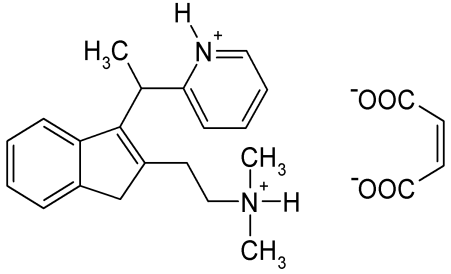

A dimetindén (INN: dimetindene) egy első generációs antihisztamin. Szezonális és perenniális allergiás rhinitis, valamint különböző allergiás eredetű bőrkiütések kezelésére használják. Magyarországon jelenleg tabletta, kenőcs, orrspray  és oldatos cseppek formájában hozzáférhető. Manapság már csak főleg lokálisan alkalmazzák kenőcsként és orrcseppként, mert viszonylag erős szedatív mellékhatással rendelkezik. A VIII. Magyar Gyógyszerkönyvben Dimetindén-maleát  (Dimetindeni maleas)  néven hivatalos.  

## Készítmények

### Magyarországon törzskönyvezett készítmények[5]
Maleát formájában:
- Fenistil gél (Novartis)[2]
- Fenistil kapszula (Novartis)[1]
- FENISTIL JUNIOR 1 mg/ml belsőleges oldatos cseppek[4]

Kombinációk
- Vibrocil orrspray[3] (fenilefrin és dimetindén kombinációja, Novartis)

### Egyéb készítmények[6]
Dimetindén
- Forhistal

Maleát formájában
- Fengel
- Feniallerg
- Fenostil
- Foristal
- Neostil

A fentieken felül sok kombinációban is megtalálható.